# زیردریایی یو-۱۱۷ (۱۹۴۱)
زیردریایی یو-۱۱۷ (۱۹۴۱) (به انگلیسی: German submarine U-117 (1941)) یک زیردریایی بود که طول آن ۸۹٫۸۰ متر (۲۹۴ فوت ۷ اینچ) و ارتفاع آن ۱۰٫۲۰ متر (۳۳ فوت ۶ اینچ) بود. این زیردریایی در سال ۱۹۴۱ ساخته شد.